# 코리베르턴
코리베르턴(영어: Corriverton)은 가이아나의 도시이다. 인구는 11,574명이다.